# Port lotniczy Abadan
Port lotniczy Abadan (IATA: ABD, ICAO: OIAA) – port lotniczy położony w Abadanie, w ostanie Chuzestan, w Iranie.